# Belsk Duży
Belsk Duży è un comune rurale polacco del distretto di Grójec, nel voivodato della Masovia.
Ricopre una superficie di 107,84 km² e nel 2004 contava 6 822 abitanti.